# Koos Tiemersma
Koos Tiemersma (Franeker, 20 maart 1952) is een Nederlandse schrijver, die in het Fries publiceert.

## Leven en werk
Tiemersma werd geboren in een boerengezin. Hij volgde een lerarenopleiding en werkt sinds 1975 in het basisonderwijs in Kollumerzwaag, waar hij ook woont. Na een bescheiden carrière in de muziek - hij was onder andere een van de oprichters van de Friese groep Skift (1992-1999) - legde hij zich toe op schrijven.
In 1999 stuurde hij een verhaal in voor de Rely Jorritsmapriis, dat hem een bemoedigend juryrapport opleverde. Dit stimuleerde hem tot het schrijven van het verhaal 'Job - in alter', waarmee hij een jaar later een Rely Jorritsmapriis won. Hij werkte dit verhaal uit tot zijn debuutroman De ljedder (2002), die zowel door het publiek als door critici goed werd ontvangen, al werden er kritische kanttekeningen geplaatst bij de compositie van het boek. De ljedder werd in 2004 bekroond met de eerste Rink van der Veldepriis. De jury noemde het boek "een verrassend knap werk", mede om de soepele wijze waarmee Tiemersma drie verhaallijnen in elkaar wist te vervlechten. Ook werden de humor, de wijze waarop de karakters worden uitgewerkt en het taalgebruik geprezen.
Tiemersma's tweede roman De mjitte verscheen in 2004. Ook dit boek werd door de lezers gewaardeerd. De literaire critici waren echter verdeeld. Jabik Veenbaas en Sjoerd Bottema  oordeelden positief, maar Jetske Bilker was van mening dat de opbouw van het boek (net als die van De ljedder) niet stevig genoeg was voor de inhoud ervan.
In 2006 publiceerde Tiemersma zijn derde roman, It liet fan de Ibis, een boek dat door Joop Boomsma werd geloofd om "de mooie mengeling van de lagen die samen het verhaal vormen", maar dat hem tegelijk als roman niet overtuigde. Abe de Vries daarentegen vond het boek "zonder meer een belangrijke, actuele roman, die geen tel verveelt: een Friese stadskroniek, maar ook een somber beeld van het hedendaagse West-Europa".
In 2007 schreef Tiemersma Mind Games: fertelling fan in kaartehûs, het Friese boekenweekgeschenk van dat jaar, dat zowel door Jetske Bilker
als door Jaap Krol werd geprezen om de sterke compositie en het spannende verhaal.

## Thema's
In zowel De ljedder als De mjitte pogen de hoofdpersonages hun verleden te reconstrueren om inzicht te krijgen in ingrijpende gebeurtenissen die hun ontwikkeling tot volwassene hebben beïnvloed. It liet van de Ibis beschrijft hoe een van oorsprong Nigeriaanse inwoner van een klein Fries stadje door een vermissing verwikkeld raakt in processen waarachter eigenbelang de drijvende kracht blijkt te zijn. In Mind Games - de titel verwijst naar John Lennons Mind Games - ondergaat een man een geestelijke reis tijdens en na zijn harttransplantatie.

## Werken
- 2002: De Ljedder (roman)
- 2004: De mjitte (roman) * 2006: It liet fan de ibis (roman)
- 2007: Mind Games: fertelling fan in kaartehûs (Fries boekenweekgeschenk)
- 2009: Under wetter (roman)[6]
- 2010: Hoe blond je aap (roman, Nederlandstalig)
- 2012: Einum (roman)

## Prijzen
- 2000: Rely Jorritsmapriis voor het verhaal 'Job – in alter'
- 2004: Rink van der Veldepriis voor de roman De ljedder[7]
- 2015: Gysbert Japicxpriis voor de roman Einum[8]